# Glenea subabbreviata
Glenea subabbreviata é uma espécie de escaravelho da família Cerambycidae.